# Franc Kacijanar
Franc Kacijanar, niem.: Franz Kazianer, (ur. 1488 r., zm. 1543 r.) – duchowny katolicki, trzeci biskup ordynariusz katolickiej diecezji lublańskiej, sprawujący pontyfikat od 1536 roku. 
Podobnie jak jego poprzednik pochodził z Krainy. W 1536 roku został mianowany przez papieża Pawła III na biskupa ordynariusza diecezji lublańskiej. Sakrę biskupią otrzymał jednak dwa lata później 31 marca 1538 roku. Sprawował rządy w diecezji przez 6 lat, umierając we wrześniu 1543 roku.